# Apheliona vexana
Apheliona vexana är en insektsart som beskrevs av Irena Dworakowska 1994. Apheliona vexana ingår i släktet Apheliona och familjen dvärgstritar. Inga underarter finns listade i Catalogue of Life.